# Фарей (остров)
Фаре́й (англ. и гэльск. Faray) — небольшой необитаемый остров в архипелаге Оркнейских островов.
На картах Генштаба СССР ошибочно носил название Фара. На самом деле, название Фара носит другой остров архипелага.

## География
Расположен напротив западного берега острова Идей. К северу от острова Фарей расположен небольшой остров Холм-оф-Фарей, на западе Раск-Холм.
Площадь острова 1,8 квадратных километра.